# Saint-Germain-de-Fresney
Saint-Germain-de-Fresney – miejscowość i gmina we Francji, w regionie Normandia, w departamencie Eure.
Według danych na rok 1990 gminę zamieszkiwało 129 osób, a gęstość zaludnienia wynosiła 24 osoby/km² (wśród 1421 gmin Górnej Normandii Saint-Germain-de-Fresney plasuje się na 769. miejscu pod względem liczby ludności, natomiast pod względem powierzchni na miejscu 658.).